# ニュージーランド・ファースト党
ニュージーランド・ファースト党（ニュージーランド・ファーストとう、英語: New Zealand First、マオリ語: Aotearoa Tuatahi）は、保守主義、ポピュリズム、ナショナリズムを政治理念とするニュージーランドの政党。元ニュージーランド国民党所属のウインストン・ピータースが離党し1993年に結成した。現在も党首はピータースが務める。ニュージーランド第一党とも。

## 政治理念
主な政策として、以下の3つの主張を訴えている。
1. ニュージーランドの文化を守るため移民流入に反対（特にアジア地域からの移民）
2. 犯罪抑制のため刑罰の強化、懲役刑の強化
3. ワイタンギ条約に関連する負担費用の軽減化

高齢者利益の増幅・保護、マオリ族出身者の地位向上、権利の保護を主張し、移民流入、ヘイトスピーチ法の制定、国有財の民営化（特に海外への国有資産の売却）などに強く反対する。他方、減税や、全国民への医療や教育を受ける機会には賛成している。ニュージーランドに移住して来るアジア系移民の数が（総人口に対して）多すぎると政府の移民政策を批判している。ニュージーランドはニュージーランド人を最優先にすべきと主張する。しかし、政党として反アジア人政策を掲げているわけではない。

## 歴史
1993年の総選挙前にニュージーランド国民党を離党したウインストン・ピータースがニュージーランド・ファースト党を結成。同年の総選挙では、トゥ・ヘナレ議員（当時）と共に2議席を獲得する。ピータースの政治理念・主張が党の主張になることから、ニュージーランド・ファースト党はピータースの自家用車と揶揄されている。
1996年の総選挙では、マオリ族出身者の票や高齢者票を中心に17議席を獲得する。結成3年目の政党の躍進にニュージーランド政界は衝撃を受ける。ニュージーランド国民党との連立政権に参加を表明し、ピータースは副首相兼収入役に就任する。ニュージーランド国民党の党内事情からボルジャーが党首を辞任し、ジェニー・シップリーが党首に就任する。ピータースは留任する。
1998年8月に国有資産であるウェリントン国際空港の民営化案を巡り、シップリーとの関係が悪化、シップリーはピータースを更迭し、ニュージーランド国民党とニュージーランド・ファースト党との連立政権は崩壊する。
連立政権の崩壊はニュージーランド・ファースト党内でも亀裂を生じさせ、離党する議員が出る。1999年の総選挙では大敗し、5議席に減らす。連立政権を結成していたニュージーランド国民党も敗北し、ニュージーランド労働党が政権を奪回する。
2002年の総選挙では、移民政策、ワイタンギ条約の不公平さの是正、刑罰強化を柱に選挙戦を展開し、13議席を獲得する。社会的弱者やマオリ族出身者、高齢者からの票を獲得する。野党を支持する票が集まり議席を伸ばすも、ニュージーランド国民党の党首にドン・ブラッシュが就任すると国民党支持へと情勢が変わる。
2005年の総選挙で、ニュージーランド国民党が議席を伸ばすも、ニュージーランド・ファースト党は大敗し、7議席に終わる。ピータースはヘレン・クラーク首相の要請を受け、閣外協力に同意する。ピータースは外務大臣に就任する（所掌事項の審議の際のみ、閣議に参加する閣外大臣）。2008年の総選挙でも引き続きピータースが党首を務めると宣言していたが大敗し、党首のピータース自身も含めた全ての議席を失った。
2011年の総選挙で8議席を獲得し、国政に復帰した。次の2014年の総選挙でも飛躍し、議席数を2桁に乗せたが、2017年の総選挙では9議席（得票率7.20％）にとどまった。しかし与党国民党が単独過半数を確保できなかったため、連立工作が活発化する。10月19日にピータースが労働党党首ジャシンダ・アーダーンを首班とする連立政権の樹立で合意し、政権に復帰した。2020年の選挙では再び、全議席を失っている。2023年総選挙では8議席を獲得し、議会に再び議席を得た。